# ブラック・マウンテン・カレッジ
ブラック・マウンテン・カレッジ（Black Mountain College）は、かつてノース・カロライナ州にあった芸術学校。バウハウスの影響下にある学校として、クランブルック・アカデミー・オブ・アートと併称されることもある。

## 概要
ジョン・アンドリュー・ライスらが、1933年にノース・カロライナ州のアッシュビルに創立。実験的な芸術を基礎にしたリベラルアーツ教育を行った学校。プラグマティズム思想家、機能主義心理学者のジョン・デューイの教育論を基盤に、芸術を人文科学の中心に置く、ホーリズム(全体論)的なものだった。25年間存立したが、1957年に資金調達の問題で閉鎖になった。

## 参加者
- バックミンスター・フラー
- ジョン・ケージ
- ロバート・ラウシェンバーグ

### バウハウス関係者
- ジョセフ・アルバース
- ヴァルター・グロピウス